# サスカチュワンハイウェイ301

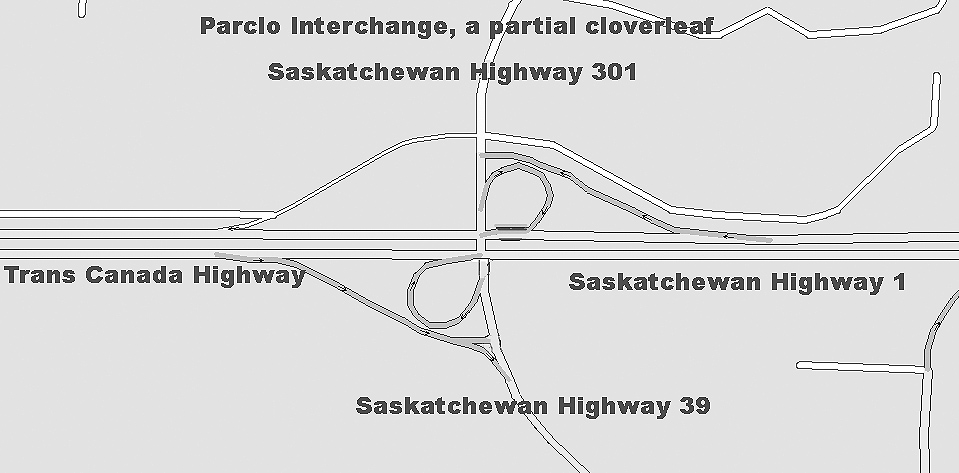
Sk Hwy 1、トランスカナダハイウェイ（東西）、 Sk Hwy 39、CanAmルートの一部（南）およびSk Hwy 301（北）でのパークロまたは部分的なクローバー型インターチェンジ

高速道路301は、カナダのサスカチュワン州にある高速道路です。パスクア（ムースジョーの東）近くのハイウェイ1-ハイウェイ39交差点から、バッファローパウンド州立公園近くのハイウェイ202まで走っています。 高速道路301の長さは約21km（13マイル）です。
高速道路301もプレザントマウントを通過。